# オダッシュ山
オダッシュ山（オダッシュやま）は、北海道の上川郡新得町と空知郡南富良野町の2町にまたがる標高1,097.5mの山である。山頂には三等三角点「尾田朱山」が設置されている。

## 概要
日高山脈を構成する北日高の山で、新得町市街地の東側に位置するため新得町側からは近くでその山体を望むことができる。臥牛山 (1,071m)との鞍部には道道136号が開通する予定であったが工事は中止されている。日高山脈では珍しく登山道が整備されている山である。
山名は新得町側を流れるペンケオタソイ川・パンケオタソイ川に由来するとされ、アイヌ語の「オタ・ソイ（穴が空いた砂岩）」が語源と考えられている。なおオダッシュ山はペンケオタソイ川の支流の源頭ではあるもののパンケオタソイ川の源頭ではない。

## 登山
登山道が整備されているため季節を問わず登ることができる。道東自動車道の広内川橋がある沢の左岸側のトンネル付近に登山口があり、しばらくは急登の登山道を登った後に前峰で支稜線となりそこからは緩やかな道を歩くと山頂に到着する。